# NGC 7327
NGC 7327 – ciało niebieskie (prawdopodobnie gwiazda) znajdujące się w gwiazdozbiorze Pegaza w pobliżu galaktyki NGC 7331. Skatalogował je Wilhelm Tempel w 1882 roku jako obiekt typu „mgławicowego”. Identyfikacja obiektu jest niepewna ze względu na niedokładność pozycji oraz niedokładny opis, jaki zostawił odkrywca, w wyniku czego w różnych źródłach jako NGC 7327 skatalogowane są różne gwiazdy. Mniej prawdopodobnym kandydatem na obiekt NGC 7327 jest także odległa o 4 minuty kątowe od pozycji Templa zwarta galaktyka PGC 69291, czasem błędnie identyfikowana jako NGC 7325.